# Panoutsos Notaras

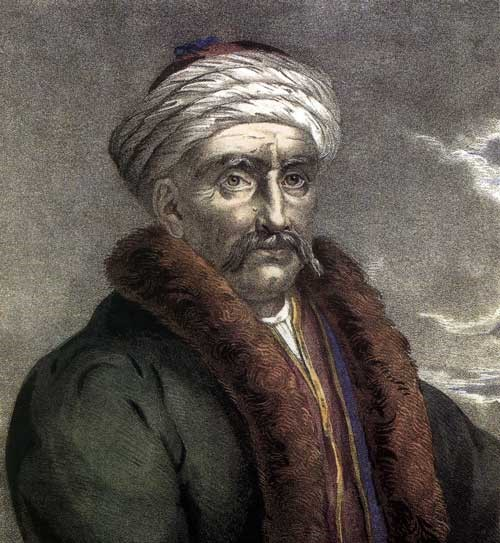
Panoutsos Notaras, dargestellt in einem Porträt von Adam Friedel.

Panoutsos Notaras (griechisch: Πανούτσος Νοταράς; * 31. März 1740 oder 1752; † 18. Januar 1849) war ein griechischer Revolutionär und Politiker. Er war eine führende Persönlichkeit im Griechischen Unabhängigkeitskrieg und diente mehrfach als Präsident griechischer Nationalversammlungen und gesetzgebender Organe.

## Frühes Leben
Panoutsos Notaras wurde am 31. März entweder im Jahr 1740 oder – wahrscheinlicher – 1752 in Trikala (Korinthien) geboren. Seine Familie, die Notarades, gehörte zu den sechs bedeutendsten griechisch-orthodoxen Familien des Peloponnes während der späten osmanischen Herrschaft und bekleidete hohe Ämter in der Provinzverwaltung. Panoutsos’ Vater, Spyridon Notaras, galt als einer der gebildetsten griechischen Magnaten seiner Zeit. Panoutsos selbst erhielt eine gute Ausbildung durch den Gelehrten Grigorios Karvounis, doch seine schwache Gesundheit hinderte ihn daran, ein Universitätsstudium in Italien aufzunehmen.

## Griechische Revolution
Panoutsos Notaras nahm 1770 am erfolglosen Orlow-Aufstand teil und wurde im Jahr 1818 Mitglied der Filiki Eteria, einer geheimen Organisation, die einen erneuten griechischen Aufstand gegen das Osmanische Reich vorbereitete. Den Beginn des Griechischen Unabhängigkeitskriegs im März 1821 hielt er für verfrüht und geriet deswegen in Konflikt mit dem Abgesandten der Eteria, Papaflessas. Nachdem der Aufstand jedoch an Fahrt aufgenommen hatte, sein Bruder Andrikos Notaras im April von den Osmanen hingerichtet worden war und Dimitrios Ypsilantis im Juni auf dem Peloponnes eintraf, schloss sich Notaras der Revolution an.
Er wurde Ende 1821 als Abgeordneter zur Ersten Nationalversammlung von Epidauros gewählt und gehörte dem zwölfköpfigen Ausschuss an, der die griechische Verfassung von 1822 ausarbeitete. In der ersten Exekutive der provisorischen Regierung (Januar 1822 bis April 1823) bekleidete er das Amt des Wirtschaftsministers. Vom 11. Oktober 1824 bis zum 6. April 1826 war er Präsident des Legislativen Korps, das zu dieser Zeit allerdings weitgehend von der Exekutive marginalisiert wurde.
Während der Griechischen Bürgerkriege von 1824–1825 stand Notaras zunächst der „militärischen“ Fraktion um Theodoros Kolokotronis nahe, stellte sich jedoch schließlich auf die Seite der „Regierungs“-Fraktion. Als Präsident des Legislativkörpers bemühte er sich vergeblich um Vermittlung zwischen den Lagern und forderte die Regierung zur Mäßigung und zur Begnadigung der Gegner auf.
Vom 6. bis 16. April 1826 diente er kurzzeitig als Präsident der Dritten Nationalversammlung, deren Sitzungen jedoch nach der Nachricht vom Fall von Missolonghi unterbrochen wurden. Notaras blieb Leiter eines provisorischen Ausschusses, der die Versammlung gegenüber der Exekutive vertrat, und erließ am 16. März 1827 den Befehl zur Wiederaufnahme der Nationalversammlung in Troezen. Aufgrund seiner Verwicklung in einen Skandal zugunsten seines Neffen Ioannis Notaras wurde er jedoch vor der Wiederaufnahme der Versammlung seines Amtes enthoben und zog sich für zwei Jahre aus dem öffentlichen Leben zurück. Unter dem neuen griechischen Gouverneur Ioannis Kapodistrias wurde Notaras Mitglied des Panellinion, eines anstelle eines Parlaments eingesetzten beratenden Gremiums, spielte dort jedoch keine aktive Rolle. Am 27. November 1829 ernannte Kapodistrias ihn zum Präsidenten des Berufungsgerichts in Nafplio.
Notaras nahm an der Fünften Nationalversammlung in Nafplio teil. Nach dem Rücktritt von Augustinos Kapodistrias, dem Bruder und Nachfolger von Ioannis Kapodistrias, unterstützte er Ioannis Kolettis. Am 11. Juni 1832 wurde er zum Präsidenten der Versammlung gewählt und hatte dieses Amt bis zu ihrer Auflösung am 20. August inne. Seine kurze Amtszeit war geprägt von der Annahme des bayerischen Prinzen Otto als König von Griechenland. Otto war von den drei Großmächten Frankreich, Großbritannien und Russland für den Thron ausgewählt worden.

## Spätere Jahre und Tod
Notaras hielt sich in der ersten Dekade der Herrschaft von König Otto im Hintergrund. Nach der Revolution vom 3. September 1843 wurde er jedoch zum Präsidenten der neuen Nationalversammlung gewählt, die mit der Ausarbeitung einer neuen Verfassung beauftragt war. Er übte dieses Amt vom 8. November 1843 bis zur Auflösung der Versammlung am 18. März 1844 aus. Aufgrund seines hohen Alters war seine Rolle jedoch weitgehend ehrenhalber; als „Nestor der griechischen Politiker“ nahm er nicht aktiv an der Arbeit teil. Die eigentliche Arbeit wurde von den Vizepräsidenten der Versammlung, Andreas Metaxas, Andreas Londos, Alexandros Mavrokordatos und Ioannis Kolettis, übernommen.
Im Jahr 1846 veröffentlichte Notaras seine Autobiografie und zog sich in seinen Heimatort Trikala zurück, wo er am 18. Januar 1849 verstarb. Das historische Notarades-Gebäude befindet sich ebenfalls im Dorf (Stand 2019 vom Einsturz bedroht).